# Дом купца Ф. Г. Медведева
Дом купца Ф. Г. Медведева — памятник архитектуры и градостроения вновь выявленный в Новгород-Северском. Сейчас в здании размещается Новгород-Северская районная детская библиотека.

## История
Приказом Главного управления культуры туризма и охраны культурного наследия Черниговской областной государственной администрации от 25.01.2011 № 10 присвоен статус памятник архитектуры и градостроения вновь выявленный под охранным № .

## Описание
В 1899 (1902) году был построен дом на углу современных улиц Губернская и Свободы. Дом был построен для купца Ф. Г. Медведева и, предположительно, автором проекта является архитектор И. Лошаковский, который спроектировал гостиницу «Центральная». 
Одно-двух-этажный, кирпичный, сложный в плане дом. Прямоугольный в плане двухэтажный объём к которому с востока (по Губернской улице) примыкает прямоугольный в плане одноэтажный объём.  Фасад украшен многочисленным декором. Двухэтажный объём со стороны перекрёстка имеет скошенный угол, где расположен вход, над которым расположен округлый эркер. Над эркером возвышается бельведер со шпилем. Фасад акцентирован пилястрами, межэтажным и венчающим карнизами. Окна четырёхугольные, окна второго этажа в глубоких арочных нишах. На фасаде по стороне Соборной улицы барельеф.
Сейчас в здании размещается Новгород-Северская районная детская библиотека.